# Livre d'heures
Pour les articles homonymes, voir Heures.

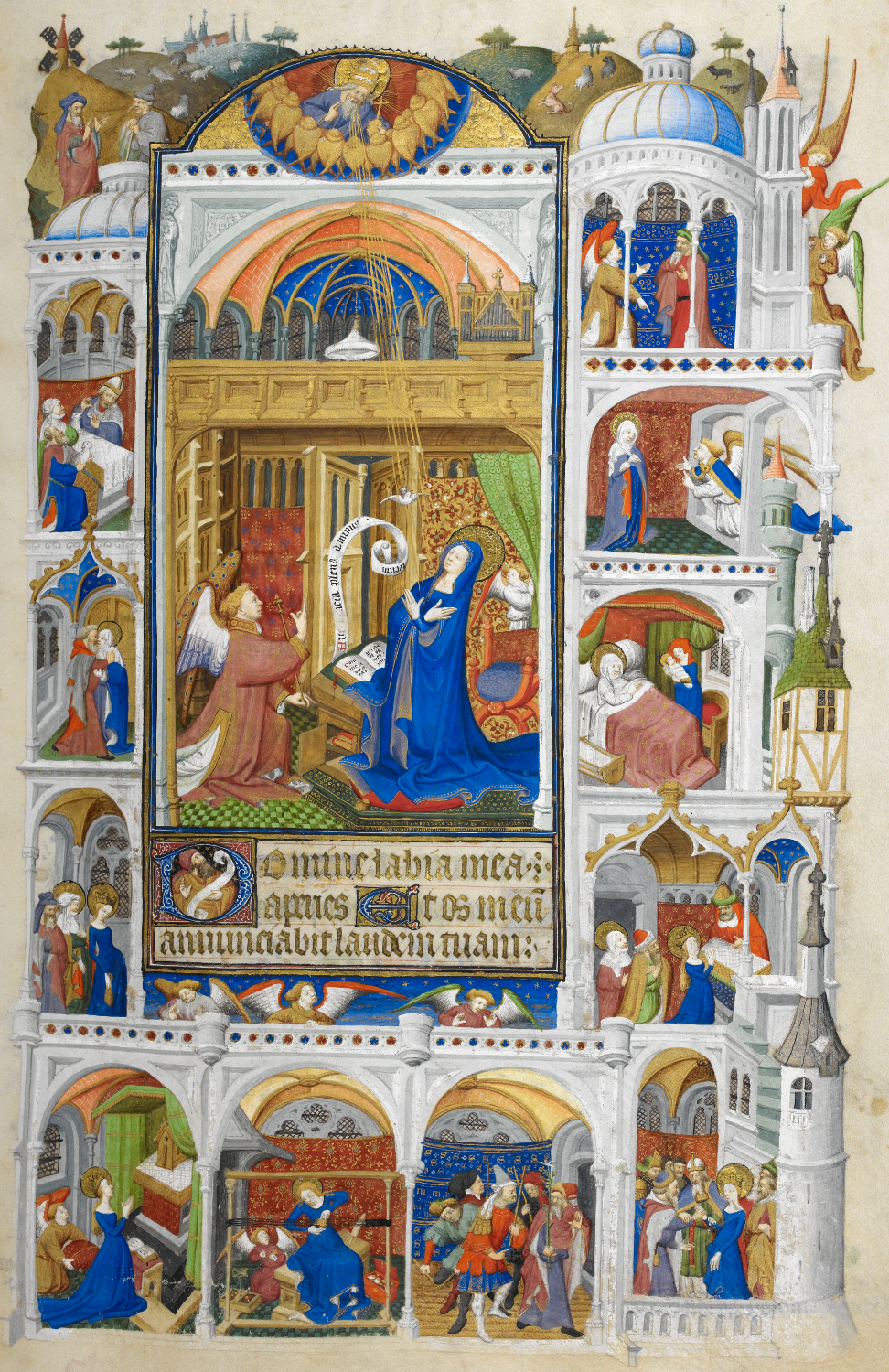
Domine mea labia aperies : début de l'heure des matines des Heures de la Vierge. Heures de Bedford, vers 1415-1430.

Un livre d'heures est un livre liturgique destiné aux fidèles catholiques laïcs — à la différence du bréviaire, destiné aux clercs — et permettant de suivre la liturgie des Heures. En complément de ce recueil de prières liées aux heures de la journée, le livre d'heures comprend généralement un calendrier pour suivre l'évolution de la liturgie tout au long de l'année, mais aussi parfois des psaumes, les évangiles ainsi que des offices particuliers. Il s'agit du type le plus courant d'ouvrage médiéval enluminé même si tous ne comportent pas de décorations. Ils constituent à ce titre une importante documentation sur la vie à la fin du Moyen Âge et sont la source d'une iconographie sur la chrétienté médiévale.

## Historique
Les premiers livres liturgiques destinés aux laïcs sous la forme de livres d'heures apparaissent pour la première fois dans le courant du XIIIe siècle en France et au sud des Pays-Bas. Ils succèdent ainsi aux psautiers plus répandus au Haut Moyen Âge et dont ils assurent à peu près la même fonction. Ils atteignent le sommet de leur popularité au cours du XVe siècle un peu partout en Europe, se standardisant peu à peu et se répandant dans de larges couches de la société.
Dans sa forme initiale, un livre d'heures ne rassemblait que des textes appropriés aux heures canoniales, issues du bréviaire du clergé. Avec le temps, leur contenu s'enrichit de nouveaux textes. L'office des morts, apparu au cours du Xe siècle, est un ensemble de prières commémorant les morts au cours du soir ou de la nuit. Puis le petit office de la Vierge est un ensemble de prières dédié à Marie, apparus dans le courant du XIe siècle dans la liturgie des clercs. Par la suite, sont ajoutés les sept Psaumes pénitentiels, une sélection de psaumes effectuée par saint Augustin. Enfin, un dernier ajout est constitué par la litanie des saints, une série d'invocations de saints et du Christ.
Vers la fin du XVe siècle, des tirages imprimés furent réalisés selon le principe de la xylographie. C'est probablement le type de livre le plus imprimé au XVe siècle et XVIe siècle. Le contenu des livres d'heures se standardise alors de plus en plus. Cependant, leur contenu, d'après le choix de leur texte et de leur composition, on peut parvenir à établir des différences en fonction de leur origine géographique.

## Contenu traditionnel des livres d'heures

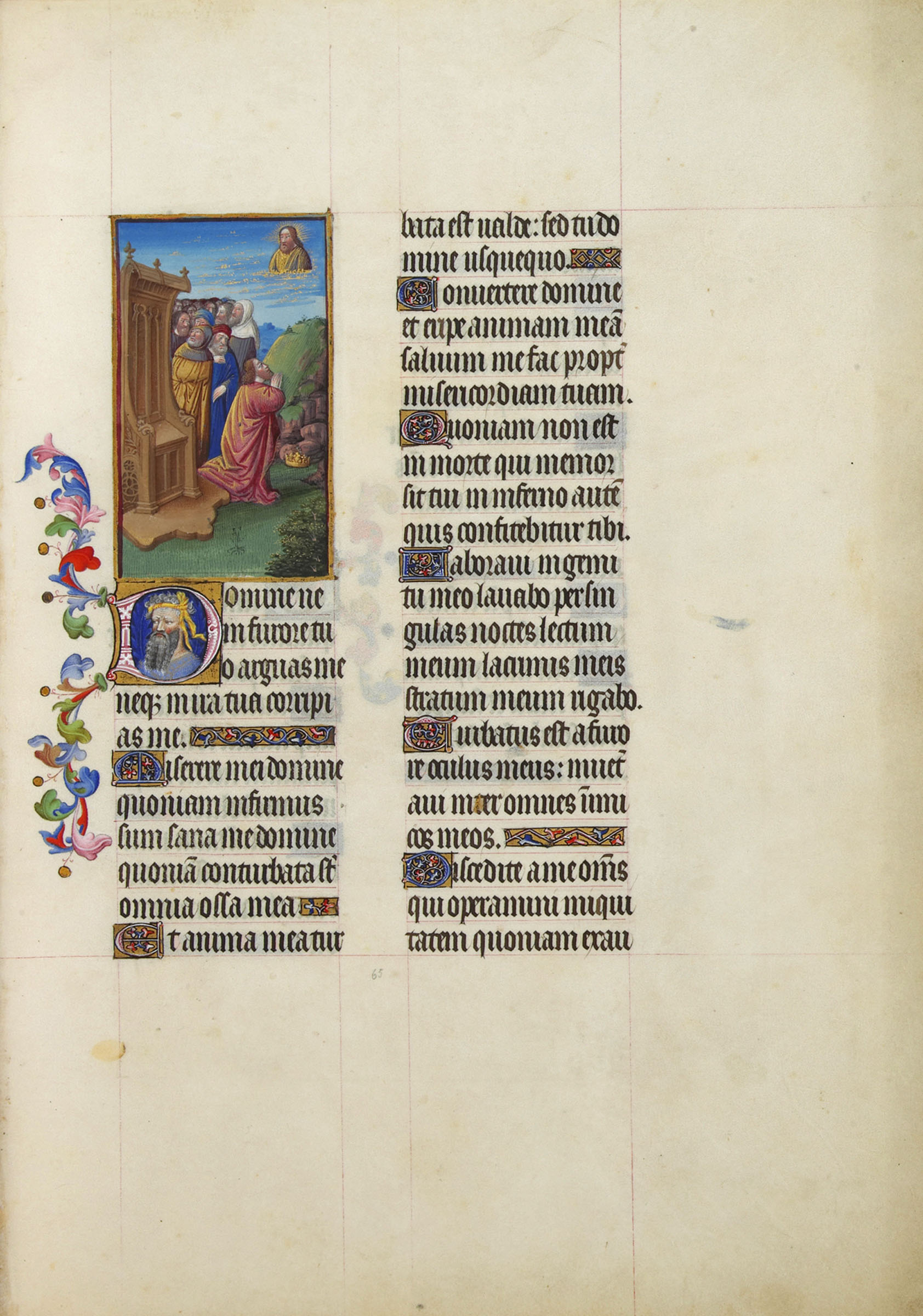
Domine ne in furore, début des psaumes pénitentiels avec une miniature représentant David en prière, Les Très Riches Heures du duc de Berry, f.65r.

Le livre d'heures de Metz. Vers 1440. Au Cleveland Museum of Art.

Parmi les chapitres habituellement rencontrés dans les livres d'heures, on retrouve principalement trois parties, les plus répandus dans pratiquement tous les livres d'heures :
- Les heures de la Vierge : il s'agit de psaumes, cantiques, hymnes et de courts extraits du Cantique des cantiques dont les textes sont liés partiellement à la Vierge. Les images que l'on y trouve, tirées de scènes de la vie de la Vierge ou de la naissance du Christ, n'illustrent pas directement les textes mais servent plutôt d'images de dévotions servant à la méditation du lecteur. Entre ces textes, étaient intercalés des versets et des répons.
- Les psaumes pénitentiels : ils servent généralement à demander le pardon pour des péchés et à exprimer un repentir.
- L'office des morts : il contient les prières récitées par le clergé pour le salut de l'âme d'un mort à l'occasion de funérailles. Il servait à commémorer la mort d'une personne pour les laïcs et à prier pour le salut de son âme au purgatoire.

Ces trois parties sont complétées très fréquemment à partir du XVe siècle par :
- un calendrier : celui-ci sert à indiquer les principales fêtes et saints du jour. La présence de saints liés à un culte local permet généralement de situer géographiquement l'origine du livre.
- des prières ou suppliques en fin d'ouvrage, à l'intention de certains saints ainsi que sous la forme de litanies.

Pour autant, aucun livre d'heures manuscrit n'est identique à l'autre, comportant, selon les choix du commanditaire, d'autres offices : des offices pour le temps de la Passion, appelés aussi offices de la croix, ou les heures du Saint-Esprit pour la Pentecôte et le baptême du Christ ou des versions abrégées des évangiles, par exemple.

## Les différences régionales

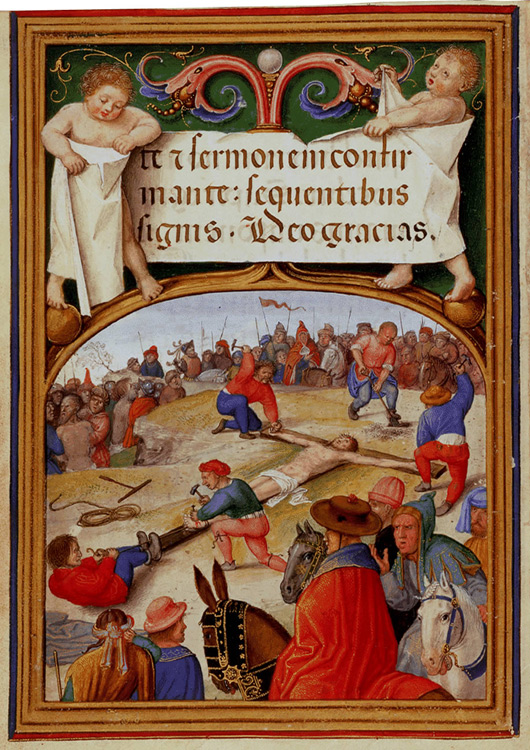
La Crucifixion, miniature de Gerard Horenbout, Livre d'heures Sforza, f.12v (v. 1519), British Library, Londres.

Les livres d'heures sont adaptés à une liturgie particulière qui varie selon les régions et appelée usage. Cet usage fait varier les versets et les répons utilisés entre les différents psaumes et autres lectures. Cet usage a aussi une influence sur les saints évoqués dans le calendriers, les litanies ou les suffrages. Les saints locaux sont à chaque fois privilégiés : ainsi, Sainte Geneviève se retrouve dans les livres à l'usage de Paris. Les livres d'heures anglais sont presque tous écrits selon le même usage, celui dit de Sarum ou Salisbury. Les livres d'heures néerlandais sont généralement à l'usage d'Utrecht et les Italiens à l'usage de Rome, même si cet usage se retrouve dans les manuscrits un peu partout en Europe et notamment en Flandre et de plus en plus en France à la fin du XVe siècle. C'est dans ce dernier pays que l'on trouve les usages les plus particuliers à des régions et plus précisément à des diocèses, même petits. On trouve des livres d'heures à l'usage de Paris comme évoqué, de Tours, Lyon, mais aussi de petits évêchés comme Thérouanne ou Bayeux. Ces différences permettent de localiser le lieu de fabrication du manuscrit, ou alors l'origine du commanditaires. De nombreux livres d'heures flamands de la fin du Moyen Âge sont à l'usage de Sarum car destinés à des clients anglais.
D'autres variations régionales existent dans le contenu même des livres d'heures. Ceux originaires de France contiennent dès la fin du XIVe siècle presque systématiquement des versions abrégées des évangiles, ce qui ne se retrouve pas dans ceux provenant des Pays-Bas ou alors à des périodes plus tardives. Les livres d'heures provenant du sud des Pays-Bas contiennent typiquement les Heures des jours de la semaine (du lundi au dimanche), ce qui se retrouve plus rarement dans les autres régions. Les livres provenant du nord des Pays-Bas contiennent pour leur part très souvent une partie des textes écrits en langue vernaculaire et non en latin, en l'occurrence, en néerlandais, sous l'influence notamment de la Devotio moderna.

## L'iconographie traditionnelle des livres d'heures
- les calendriers : ils sont illustrés habituellement par les signes du zodiaque et/ou par les occupations dans les champs ou dans la haute société en fonction des mois.
- les Évangiles : sont souvent illustrés par leur Évangéliste, saint Marc, saint Luc, saint Matthieu et saint Jean, ou bien uniquement par leurs attributs traditionnels (le lion, le bœuf, l'ange ou l'aigle)
- les heures de la Vierge : par les scènes de la vie de la Vierge d'abord avant la naissance du Christ (naissance de la Vierge, présentation au Temple, Visitation), pendant (rois mages par exemple) ou après (Pentecôte, Dormition, Assomption)
- psaumes pénitentiels : sont parfois illustrées de scène de David faisant acte de repentance, après sa tentation envers Bethsabée.
- les suffrages des saints : présentent en général le saint dans la scène la plus célèbre de sa vie, en général une scène de martyre.
- l'office des morts : il comprend une iconographie présentant des scènes de funérailles, d'enfer ou de paradis, de jugements des âmes.